# Scars of Love (canção)
"Scars of Love" (em português:  Cicatrizes do Amor) é o terceiro single do álbum Scars of Love, lançado pelo grupo de freestyle TKA em 1987.

## Covers
- Em 1994, o cantor Latino lançou sua versão em português, com o nome de "Marcas de Amor".

## Faixas
12" Single
| N.º | Título                          | Duração |  |
| 1.  | "Scars of Love" (Vocal)         | 7:00    |  |
| 2.  | "Scars of Love" (Radio Version) | 6:55    |  |
| 3.  | "Scars of Love" (Dub)           | 7:10    |  |
| 4.  | "Scars of Love" (East Side Dub) | 1:59    |  |
| 5.  | "Scars of Love" (Acapella)      | 3:30    |  |

## Desempenho nas paradas musicais
| Parada musical (1987)                               | Melhor posição |
| --------------------------------------------------- | -------------- |
| Estados Unidos (Hot Dance Music/Club Play)          | 25             |
| Estados Unidos (Hot Dance Music/Maxi-Singles Sales) | 26             |